# Магн Авиньонский
Магн Авиньо́нский (фр. Saint Magne, лат. Magnus; умер в 660) — святой, епископ Авиньона. День памяти — 19 августа.
Святой Магн родился в Авиньоне в галло-римской сенаторской семье. Овдовев, святой Магн стал сначала монахом, а затем епископом и губернатором Авиньона. Святой Агрикола Авиньонский был его сыном и коадъютором. Святого Магна почитают как покровителя торговцев рыбой. День этого святого празднуют 19 августа.